# Let It Die (videogioco)
Let It Die (レット・イット・ダイ?, Retto Itto Dai) è un videogioco d'avventura dinamica sviluppato dalla Grasshopper Manufacture e pubblicato dalla GungHo Online Entertainment. Il gioco è stato pubblicato per PlayStation 4 il 3 dicembre 2016 e poi in Giappone il 2 febbraio 2017, per poi uscire in free-to-play per Windows il 26 settembre 2018.

## Modalità di gioco
Supervisionati da un cupo mietitore in versione hipster di nome Uncle Death, i giocatori devono scalare i piani della Torre di Barb, in un gameplay simile a quello di Dark Souls, sconfiggendo boss e nemici vari e ottenendo vari tipi di oggetti e armature mentre trovano creature e armi da mangiare per sopravvivere.
Nel caso un giocatore muoia, il suo "death data" circola tra le partite degli altri giocatori dove appariranno come avversari. La condivisione di questi "death data" è uno dei vari elementi asincroni multigiocatore trovabili nel gioco.

## Sviluppo
Let It Die fu in origine noto come "Lily Bergamo", inizialmente concentrato su una protagonista femminile chiamata Tae Ioroi e ambientato nell'anno 2026. Rappresentante un miscuglio tra le culture giapponese e occidentali, sarebbe stato un "super action game", o un "extreme action game". Avrebbe dovuto comprendere un fattore chiamato "element of growth" ("elemento di crescita"), dove man mano che si accumulava esperienza, così aumentavano anche i dati del giocatore. Lily Bergamo avrebbe posseduto caratteristiche online, pur essendone i dettagli ignoti. Sarebbe stata anche presente un'app accompagnatoria, giocabile sui telefoni cellulari., e stando al presidente Kazuki Morishita di GungHo Online Entertainment "sia i giocatori smartphone che PlayStation avrebbero giocato sullo stesso mondo".
Intorno al 2013, Lily Bergamo è stato in seguito mutato in Let It Die durante l'Electronic Entertainment Expo 2014, ma è rimasto del genere "extreme action game". Il direttore esecutivo Gōichi Suda spiegò che il concetto della morte è invero rilevante per il gioco, e che se un giocatore muore in una partita, apparirà in un'altra partita, appartenente a un altro giocatore, rendendola importante nell'esperienza di gioco, da qui il titolo. Il gioco avrebbe incluso nemici IA normali e avatar dei personaggi giocatore morti, e sarebbe stato anche in free-to-play.

## Deathverse: Let It Die
Nel 2021 il team di sviluppo di Let It Die ha annunciato lo sviluppo di un videogioco d'azione intitolato Deathverse: Let It Die. Pubblicato il 28 settembre 2022 per PlayStation 4 e PlayStation 5 e il 5 ottobre su Steam, il gioco è stato disponibile fino al 18 luglio 2023.